# گروه ال‌جی‌تی
گروه ال‌جی‌تی (انگلیسی: LGT Group) شرکت خدمات مالی در لیختن‌اشتاین است، که در سال ۱۹۲۰ تأسیس شد.